# Тривунович, Вуле
Вукашин Тривунович (сербохорв. Vukašin Trivunović / Вукашин Тривуновић; 13 марта 1983, Гламоч), более известный как Вуле Тривунович — боснийский футболист, защитник; тренер.
Дебютировал в чемпионате России 10 марта 2007 года в матче 1-го тура против самарских «Крыльев Советов». Всего за три года в «Химках» он провёл 67 матчей и забил 3 гола.

## Статистика выступлений за «Химки»
| Клуб             | Сезон            | Чемпионат | Чемпионат | Кубок | Кубок | Итого | Итого |
| Клуб             | Сезон            | Игры      | Голы      | Игры  | Голы  | Игры  | Голы  |
| ---------------- | ---------------- | --------- | --------- | ----- | ----- | ----- | ----- |
| Химки            | 2007             | 29        | 1         | 2     | 0     | 31    | 1     |
| Химки            | 2008             | 20        | 2         | 1     | 0     | 21    | 2     |
| Химки            | 2009             | 14        | 0         | 1     | 0     | 15    | 0     |
| Всего за «Химки» | Всего за «Химки» | 63        | 3         | 4     | 0     | 67    | 3     |

(откорректировано по состоянию на 6 июля 2010)